# Поляница (Надворнянский район)
Поляни́ца (до 2008 года — Паляница) — село в Надворнянском районе Ивано-Франковской области Украины. Административный центр Поляницкой сельской общины.
Согласно решению Ивано-Франковского областного совета от 19 сентября 2008 года село переименовано в Поляница.
Население по переписи 2001 года составляло 615 человек.
Неподалёку от села Поляница находится Буковель — украинский горнолыжный курорт у подножия горы Буковель. Крупнейший и самый современный горнолыжный курорт Украины.

## География
Село расположено на высоте 910 метров над уровнем моря, в юго-западной части Ивано-Франковской области, в центральной части Украинских Карпат, в границах горного массива Горганы.
На северный восток от села расположена гора Хомяк, а на севере - хребет Синяк. На северный запад от села расположен пешеходный перевал Столы (1130 м).
Село находится на ручье Бо́гдан (левая притока речки Прутец Яблуницкий), на котором расположен водопад Бо́гдан (3м).